# El Cangrejo
El Cangrejo es un barrio situado en el corregimiento de Bella Vista de la Ciudad de Panamá. Limita con los barrios de La Cresta, Herbruger, Campo Alegre, Edison Park, Obarrio y El Carmen y es delimitado por la Avenida Central España y la Avenida Simón Bolívar, comúnmente conocidas como Vía España y Transístmica, respectivamente.
Fue fundado en la década de 1950, y en sus inicios fue el barrio más moderno y exclusivo de la ciudad, construido alrededor de una colina en la que se instaló el Colegio de La Salle y de la que parten sus calles curvas, trazadas en acorde con la topografía del área. En la actualidad, El Cangrejo es una zona destacada por su arquitectura contemporánea y abundantes áreas verdes y parques, además de tener embajadas y restaurantes, siendo un barrio con una distinguida identidad cultural.

## Descripción

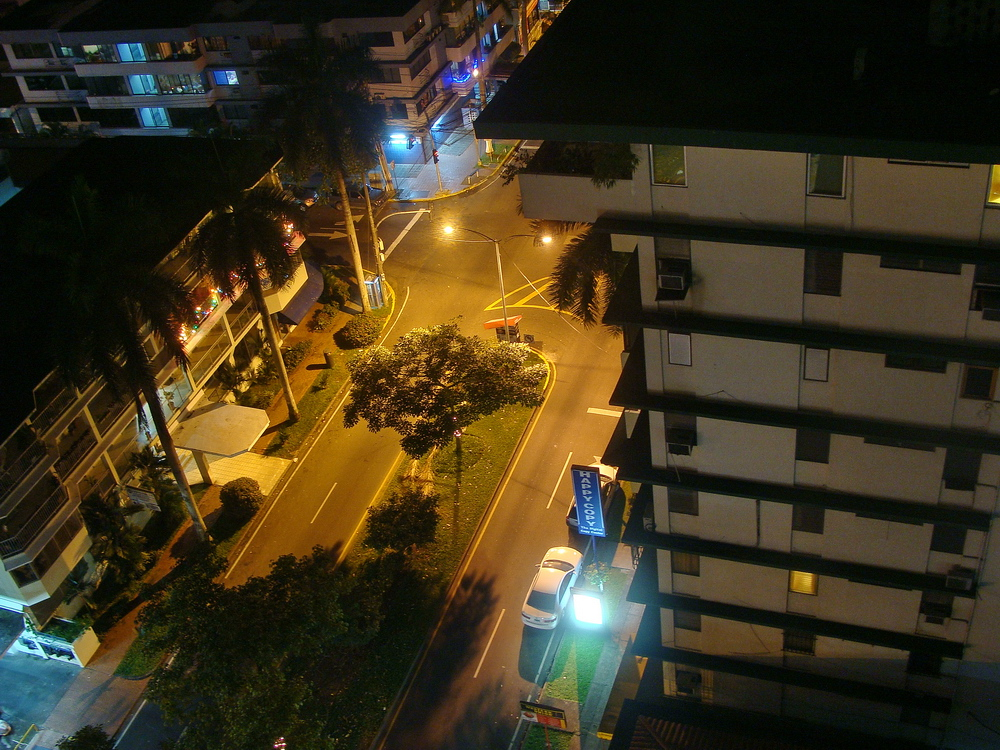
Vista nocturna de la Vía Argentina

La arteria principal del barrio es la Vía Argentina, que lo atraviesa por el medio uniendo la vía España con la calle Manuel Espinoza Batista. Flanqueada por palmeras reales y caracterizada por los árboles de guayacán sembrados en las isletas centrales, a lo largo de la vía Argentina hay edificios residenciales, restaurantes, bares, boutiques, tiendas de instrumentos musicales, la conocida Plaza Einstein con la emblemática escultura de La Cabeza de Einstein del escultor panameño Carlos Arboleda y el Parque Andrés Bello, centro cultural del barrio. Notable también es la bulliciosa comunidad de periquitos que viven en los árboles de esta avenida.
Además de calles como la Enrique Geenzier, la San Juan Bautista De La Salle, la avenida Combatientes del Ghetto de Varsovia, la Eusebio A. Morales y la José de Fábrega, una avenida importante del barrio de El Cangrejo es la Manuel Espinosa Batista. Esta vía lo atraviesa, perpendicularmente a la vía Argentina, y en ella están ubicados el Hotel El Panamá; la Iglesia de la Virgen del Carmen, templo católico de arquitectura neogótica; y el Campus Octavio Méndez Pereira de la Universidad de Panamá, en cuyas sesenta hectáreas se destacan algunos de los edificios más representativos de la arquitectura moderna panameña de la década de 1950.

## Vida cultural
El Cangrejo posee una intensa vida nocturna, con una diversidad de restaurantes con una oferta de cocina internacional muy variada, bares, hoteles y casinos. Uno de sus epicentros culturales es el parque Andrés Bello, en donde se celebran festivales de arte, mini-conciertos y encuentros políticos.
Es la sede de varias universidades, en El Cangrejo se destacan la Universidad de Panamá, la Universidad Tecnológica de Panamá (ubicada allí hasta 2010), la Universidad Latinoamericana de Comercio Exterior, la Universidad de Arte Ganexa, la Nova University, el Instituto Superior de Alta Cocina, la Universidad Interamericana y la Universidad Metropolitana de Educación, Ciencia y Tecnología. Colegios importantes del barrio son el Colegio De La Salle y The Lincoln Academy. También están ubicadas en El Cangrejo la prestigiosa Academia de Danza de Ilena de Sola y Josefina Nicoleti.
En El Cangrejo está ubicado el Teatro La Quadra, en la misma avenida 1a 'B' Norte y a pocos metros de donde durante muchos años existió el Cine Astor. En esa misma calle, también existió el Teatro La Cúpula. El barrio cuenta además con la Galería de Arte Manuel E. Amador, la Biblioteca Simón Bolívar y la sala de Cine Universitario, en la Universidad de Panamá. Existen tres librerías: la Argosy, la Cultural Portobelo, ambas en la vía Argentina, y la de la Universidad de Panamá.
En El Cangrejo se pueden apreciar varios monumentos y esculturas, entre las que destacan La Cabeza de Einstein, del artista Carlos Arboleda, en la plaza de Einstein en la que convergen la calle Arturo Motta, la calle 'F' y la calle San Juan Bautista de La Salle, las esculturas de José de San Martín, Manuel Belgrano y Roberto Durán. Igualmente en el parque Andrés Bello se encuentra un busto de este filólogo venezolano y otro del escritor cubano José Martí. Se puede apreciar una escultura de Juana de Arco dentro del Colegio De La Salle y las estatuas Hacia la luz, la de Miguel de Cervantes Saavedra y el busto de Mahatma Gandhi ubicados en el Campus Octavio Méndez Pereira de la Universidad de Panamá.